# LMFAO
LMFAO est un groupe de dance-pop américain, originaire de Pacific Palisades, en Californie. Il est composé de Redfoo, fils du célèbre Berry Gordy, fondateur de la maison de disque Motown, et de son neveu Sky Blu,,. Les paroles du groupe se réfèrent souvent à la consommation d'alcool. 
Le groupe commence à se faire remarquer en première partie d'une tournée de la popstar Kesha, puis devient mondialement célèbre avec son titre Party Rock Anthem (2011) qui atteint la première place des classements de nombreux pays (Royaume-Uni, Australie et surtout États-Unis) et plus largement pour son album à succès publié en 2011, Sorry for Party Rocking, contenant notamment les singles Sexy and I Know It et Champagne Showers. Le 21 septembre 2012, le groupe décide de se séparer momentanément afin que les deux membres puissent se consacrer à leur carrière solo.

## Biographie

### Formation etParty Rock(2006-2010)
Sky Blu et RedFoo ont tous deux grandi dans le quartier Pacific Palisades à Los Angeles, en Californie, où ils ont formé leur groupe LMFAO en 2006. RedFoo et SkyBlu sont respectivement demi-oncle et demi-neveu. RedFoo est le fils de Berry Gordy, fondateur du label Motown, et de Nancy Leiviska. SkyBlu est le petit-fils de Berry Gordy et de Thelma Coleman par le biais de leur fils, Berry Gordy IV, et de sa femme Valerie Robeson. Le nom « LMFAO » est trouvé grâce à une conversation Internet entre SkyBlu et sa grand-mère. Au début, Skyler et Stefan voulaient appeler leur duo « Sexy Dudes ». Quand SkyBlu annonce le nom du groupe à sa grand-mère, elle se moque d'eux en écrivant en lettres majuscules « LMFAO » (« LMFAO » est un sigle anglais signifiant « Laughing My Fucking Ass Off », qui peut se traduire en français par : « Rire à se taper le cul par terre », ou être vu comme l'équivalent anglais de « ptdr »).
LMFAO lance l'EP intitulé Party Rock sur l'iTunes Music Store le 1er juillet 2008. L'album éponyme est publié le 7 juillet 2009. Il se classe 33e au Billboard 200 et 2e au Top Electronic Albums. Le Los Angeles Times décrit Party Rock comme « 14 odes, quasiment interchangeables, à la vie nocturne. » Le premier single extrait de cet album, I'm in Miami Bitch (I'm in Miami Trick pour la version clean), publié en décembre 2008, se classe 51e du Billboard Hot 100 et 47e des ventes au Canada. Les LMFAO se joignent à Kevin Rudolf et au rappeur cubano-américain Pitbull sur le titre Shooting Star. En 2009, LMFAO participe à la chanson Sine Language de The Crystal Method.

### Sorry for Party Rockinget succès (2010–2012)

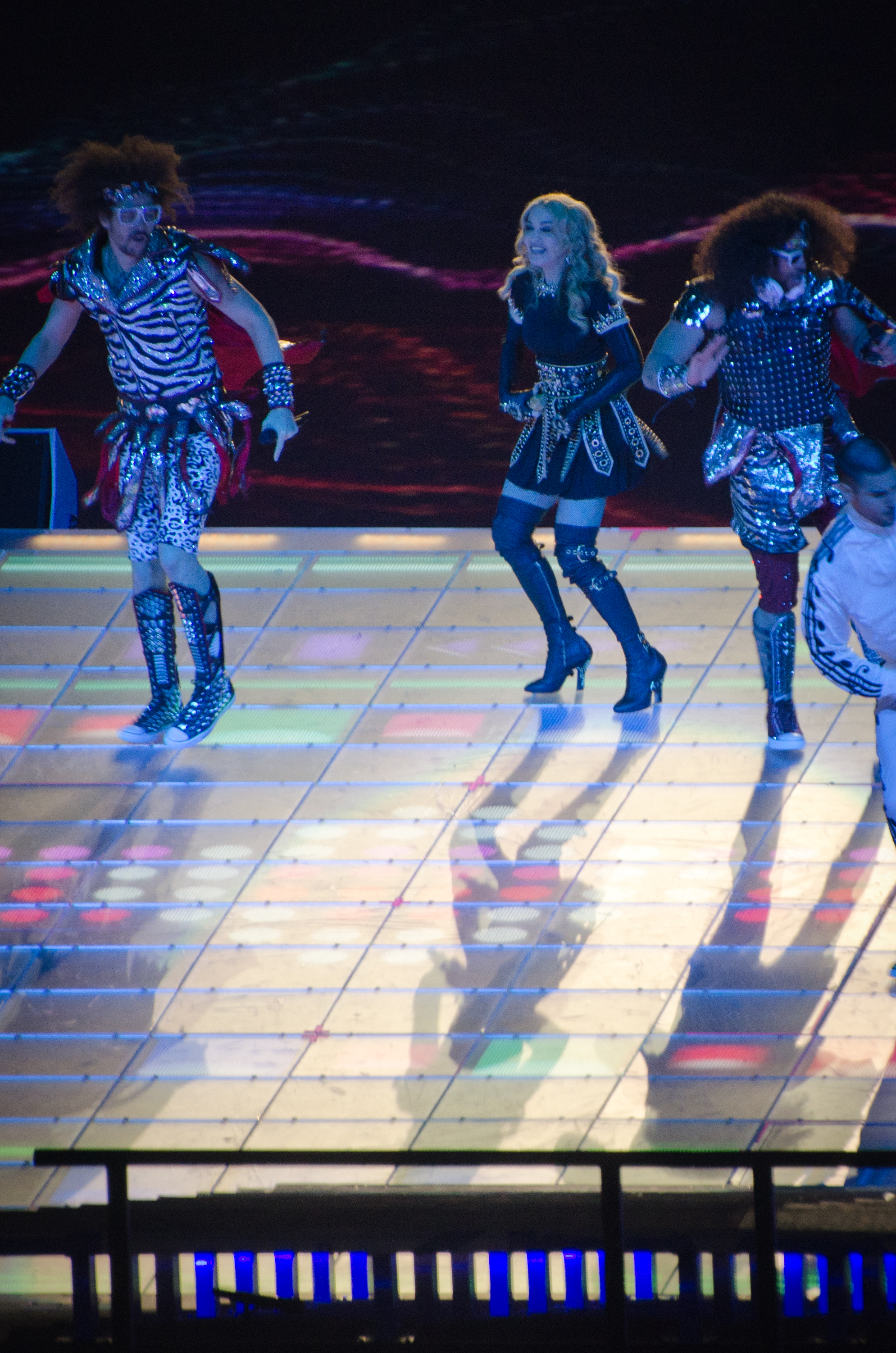
LMFAO sur scène avec Madonna au Super Bowl XLVI.

En 2010, les LMFAO participent au single de David Guetta, Gettin' Over You, qui devient un tube planétaire, finissant dans le top 10 de onze pays et à la première place dans trois d'entre eux, notamment au Royaume-Uni. Le duo enregistre alors son deuxième album, Sorry for Party Rocking. Le premier single, Party Rock Anthem, est publié en mars 2011. Il est réalisé avec la chanteuse britannique Lauren Bennett, et produit par GoonRock. En 2011, la chanson est celle ayant connu le plus de succès auprès du public, finissant à la première place aux États-Unis, au Canada, au Royaume-Uni et dans plus d'une dizaine de pays. Le second extrait de Sorry for Party Rocking, intitulé Champagne Showers, est publié le 27 mai 2011 avec la chanteuse britannique Natalia Kills. Devant le succès planétaire, l'album Sorry for Party Rocking est alors publié le 17 juin 2011. Ils collaborent à Took My Love du rappeur Pitbull, produit par RedFoo.
Le troisième single extrait, Sexy and I Know It, est publié le 3 octobre 2011. Malgré des débuts difficiles, le single se place à la première place en Australie et au Canada, puis est dans le top 10 des ventes d'une vingtaine de pays. Si le public accueille bien l'album et ses singles, il n'en est pas de même pour la critique spécialisée. Ainsi, Rolling Stone ne donne que deux étoiles sur cinq à l'album et considère, malgré certaines qualités accordées au duo, que ce disque est constitué de « bouillies débilitantes. » Le magazine britannique NME est sévère à propos de cette sortie ; passant sur la parodie surjouée par le duo ou sur les aspects misogynes de l'album, le chroniqueur déplore la bêtise des paroles : « [..] des chansons si débiles que, si vous avaliez une pleine boîte de spaghetti Alphabetti, vous pourriez chier des paroles plus intelligentes » et déclare que « (les) LMFAO avaient compris la douleur qu'ils infligeraient au monde, mais ils l'ont fait quand même. » En France, bien que Party Rock Anthem finisse l'année 2011 en deuxième place des plus téléchargés sur iTunes, le quotidien Libération le qualifie d'« horrible ».

## Influences
Redfoo cite Michael Jackson et Madonna comme les deux plus grandes inspirations pour le groupe. Les LMFAO sont également inspirés par de nombreux autres artistes, tels que les rappeurs Tupac Shakur et Snoop Dogg, des groupes de hip-hop comme The Black Eyed Peas, Run–DMC et Wu-Tang Clan, des artistes de R&B comme James Brown et des groupes de rock comme The Beatles, Led Zeppelin et Steel Panther, ainsi que par DJ AM, qui les a aidé à se forger une place dans la musique électronique. Le Melbourne Shuffle, un style de danse australien, est également très présent dans le clip du titre Party Rock Anthem. En 2007, LMFAO participe à la Winter Music Conference de Miami, en Floride, durant laquelle ils parlent de leur expérience musicale.

## Discographie
- 2009 : Party Rock
- 2011 : Sorry for Party Rocking

## Récompenses
- NRJ Music Awards 2012
  - Révélation internationale de l'année
  - Groupe international de l'année
  - Clip de l'année, pour Party Rock Anthem
- MTV Movie Awards 2012
  - Meilleure musique de film dans 21 Jump Street
- Billboard Musical Awards 2012
  - Top Hot 100 Song, pour Party Rock Anthem
  - Top Duo/Group
  - Top Pop Song, pour Party Rock Anthem
  - Top Digital Song, pour Party Rock Anthem
  - Top Dance Song, pour Party Rock Anthem

## Causes de leur séparation
L'annonce de la soudaine séparation du groupe de la part de Redfoo en septembre 2012 a beaucoup surpris les fans et le grand public, d'autant que très peu de raisons ont été donnés à cette initiative. Devant la presse, le chanteur a déclaré : "J'ai l'impression que l'on fait ça depuis tellement longtemps, 5 ou 6 ans, et aujourd'hui on se dit qu'en fait, il vaut mieux essayer d'explorer tout ça et faire ce qui nous semble naturel plutôt que de se forcer tout le temps". 
En réalité, le duo aurait connu de multiples disputes pendant leurs tournées durant toute l'année 2012, qui promouvait leur dernier album. 
Tout commence en début d'année quand Skyblu apprend qu'il est atteint d'une hernie discale. Sous les ordres de son médecin, il doit se reposer et n'est presque jamais présent pour assurer les concerts du groupe. Redfoo doit donc très souvent gérer la scène, et beaucoup de fans commencent à se poser des questions sur le fait que son équipier ne soit jamais là. Redfoo refait son apparition pendant leurs concerts en salle aux États-Unis en juin, concerts durant lesquelles il est apparu proche de son oncle, guéri, avec un public surchauffé à chaque fois. Après un concert à Miami, il déclare à un journaliste à l'extérieur de la salle : "Mec, c'était tellement bien, ce soir j'ai ressenti aucune douleur, j'avais l'impression que rien ne pouvait m'arrêter, l'ambiance était juste incroyable, honnêtement j'ai jamais vécu ça, j'en ai fait des concerts énormes depuis que je suis revenu mais celui-là c'était vraiment le meilleur, on forme une sacrée équipe avec mon oncle Redfoo".
Mais il sera de nouveau absent à partir du Festival d'été de Québec, et il n'y aura plus aucune nouvelle de lui jusqu'à cette fameuse séparation, et Redfoo assurera toujours leurs concerts à partir de ce moment-là.  
En septembre 2016, soit 4 ans après leur séparation et alors que les deux membres du groupe n'ont toujours pas refait parler d'eux, Skyblu publie un communiqué dévastateur sur Facebook en parlant du comportement de son oncle où il brosse le portrait d'un homme imbuvable. Il y explique que c'est à la suite de son hernie discale que les choses auraient dégénéré. Fin 2011, lorsqu'il ressent ses premières douleurs avant le Arena Show, il décide de rester en loge et de laisser Redfoo gérer le spectacle. À la fin, son oncle aurait commencé à lui montrer son vrai visage et serait juste parti dans le bus de la tournée sans le voir, ni lui adresser la parole. En fait, il explique qu'à la suite de ça, Redfoo ne lui aurait pas parlé pendant un an, année durant laquelle il a dû suivre une rééducation intense, et année durant laquelle son acolyte n'aurait pas non plus daigné prendre de ses nouvelles et lui demander comment il se rétablissait. C'est à la suite de cette année-là qu'il apprend la décision de son oncle de dissoudre le groupe LMFAO, sans lui demander son avis, ni prévenir et ni même lui parler là aussi. Dans sa publication, il explique que plus le groupe gagnait en popularité, plus son partenaire prenait la grosse tête et s'acharnait à tout contrôler, essayant de devenir un héros aux yeux du public avec un énorme manque d'affection. Il lui reproche également d'avoir profité de ses douleurs pour garder toutes les redevances et royalties du groupe et d'avoir tout fait pour l'empêcher de réaliser une carrière solo. La même année, Redfoo avait dévoilé son album "Party Rock Mansion", reprenant l'identité et l'image LMFAO. Le projet est un échec commercial.    
À la fin de ce message, Sky Blu dévoile son tout nouveau nom de scène "8ky" (prononcé "Sky") et se tatoue l'expression "Party Rock" dans son dos, coupant tous les liens avec LMFAO.   
En 2023, Redfoo et l'artiste Dainjazone dévoilent un nouveau single nommé "Long live Party Rock", réutilisant l'image et les sonorités de LMFAO.